# Ariégeois (hondenras)
De Ariégeois is een hondenras dat afkomstig is uit Frankrijk. Het is een speurhond. Het liefst zit het dier achter hazen aan. Om die reden werd het ras in het verleden ook wel aangeduid als 'Hazenhond'. Daarnaast wordt het dier ook wel gebruikt bij de jacht op reeën en wilde zwijnen. Het ras is sterk verwant aan de eveneens uit Frankrijk afkomstige Braque de l'Ariège. Een volwassen reu is ongeveer 55 centimeter hoog, een volwassen teef ongeveer 53 centimeter.